# Накич, Дарио
Дарио Накич (хорв. Dario Nakić; р. 21 мая 1969, Шибеник) — хорватский политик, министр здравоохранения Хорватии в правоцентристском правительстве Тихомира Орешковича.
Врач-нефролог. В 1994 году окончил медицинский факультет Загребского университета. С 1994 по 1996 проходил интернатуру (внутренние болезни) в Задарской больнице общего профиля, в то же время принимал участие в войне Хорватии за независимость.
Магистр наук с 2005 года. С 2009 по 2012 был директором Задарской больницы общего профиля. Ныне преподаватель кафедры внутренней и семейной медицины и истории медицины медицинского факультета Осиецкого университета и кафедры социальной медицины Задарского университета.
Женат, отец двух детей.